# Mutisia acuminata
La Mutisia acuminata, conocida popularmente como chinchircuma, es una planta arbustiva perenne que alcanza entre 90 centímetros y 3 metros de altura. Es nativa de las zonas andinas de Perú y Bolivia, donde crece entre los 2500 y 4000 m. s. n. m.